# Белорусс
Белорусс — деревня в Брейтовском районе Ярославской области. Входит в состав Гореловского сельского поселения.

## География
Находится в северо-западной части Ярославской области на расстоянии приблизительно 13 км на юго-восток по прямой от административного центра района села Брейтово.

## История
Была отмечена на карте уже только 1980-х годов.

## Население
Численность населения: 7 человек (русские 100 %) в 2002 году, 5 в 2010.